# Черногрудый усач
Усач черногрудый, или синекрылый усач (лат. Gaurotes virginea) — жук из семейства усачей и подсемейства усачики.

## Описание
Жук длиной от 9 до 13 мм. Время лёта жуков с мая по август.

## Распространение
Ареал вида: Европа, Россия, Казахстан, Монголия, Китай, Корея.

## Экология и местообитания
Жизненный цикл вида длится 2 года. Кормовые растения — различные виды хвойных деревьев, например, представители родов: ель (Picea), пихта (Abies), сосна (Pinus) и лиственница (Larix).

## Классификация
Вид разделён на 3 подвида:
- Gaurotes virginea aemula Mannerheim, 1852
- Gaurotes virginea kozhevnikovi Plavilstshikov, 1915
- Gaurotes virginea virginea (Linnaeus, 1758)

## Галерея

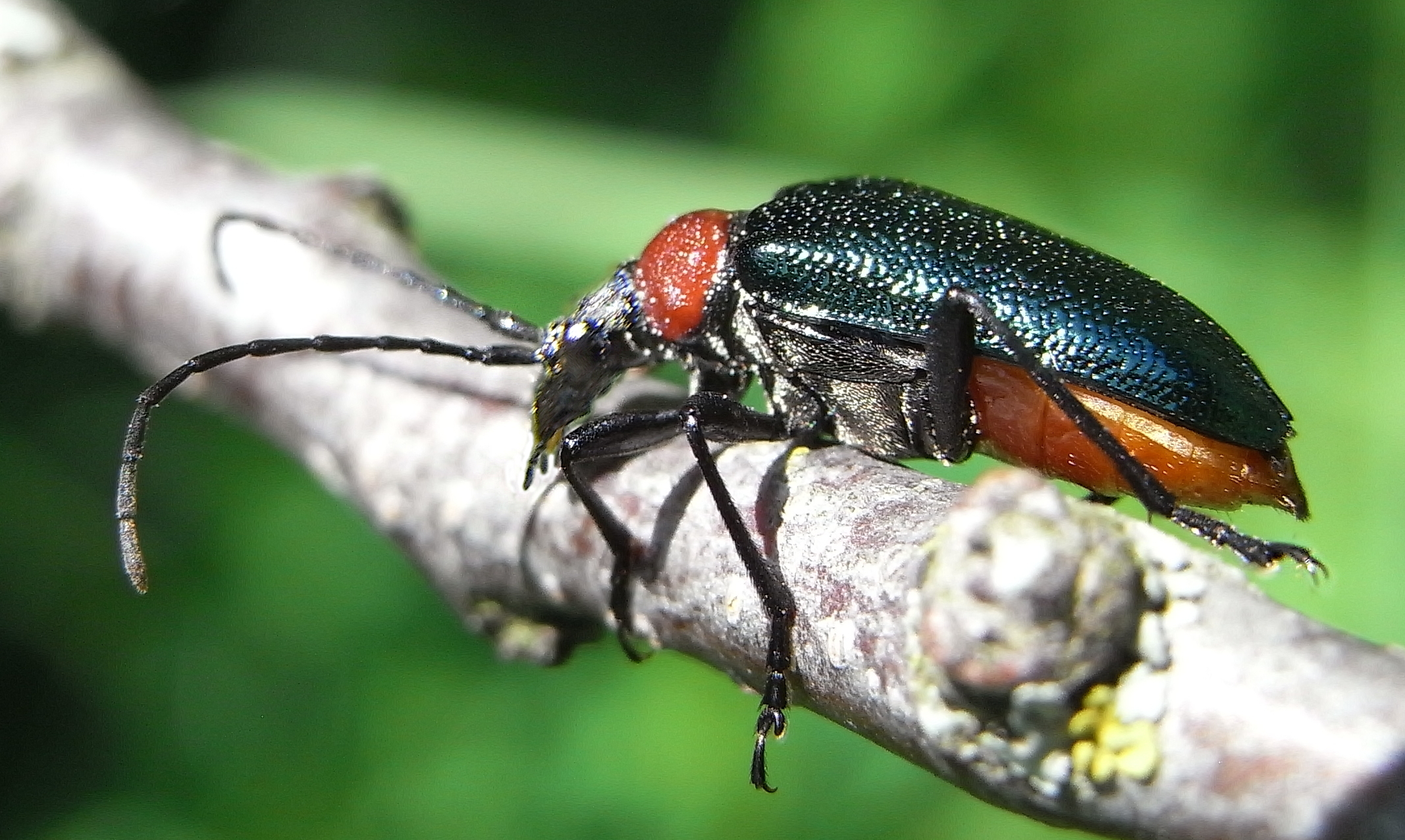
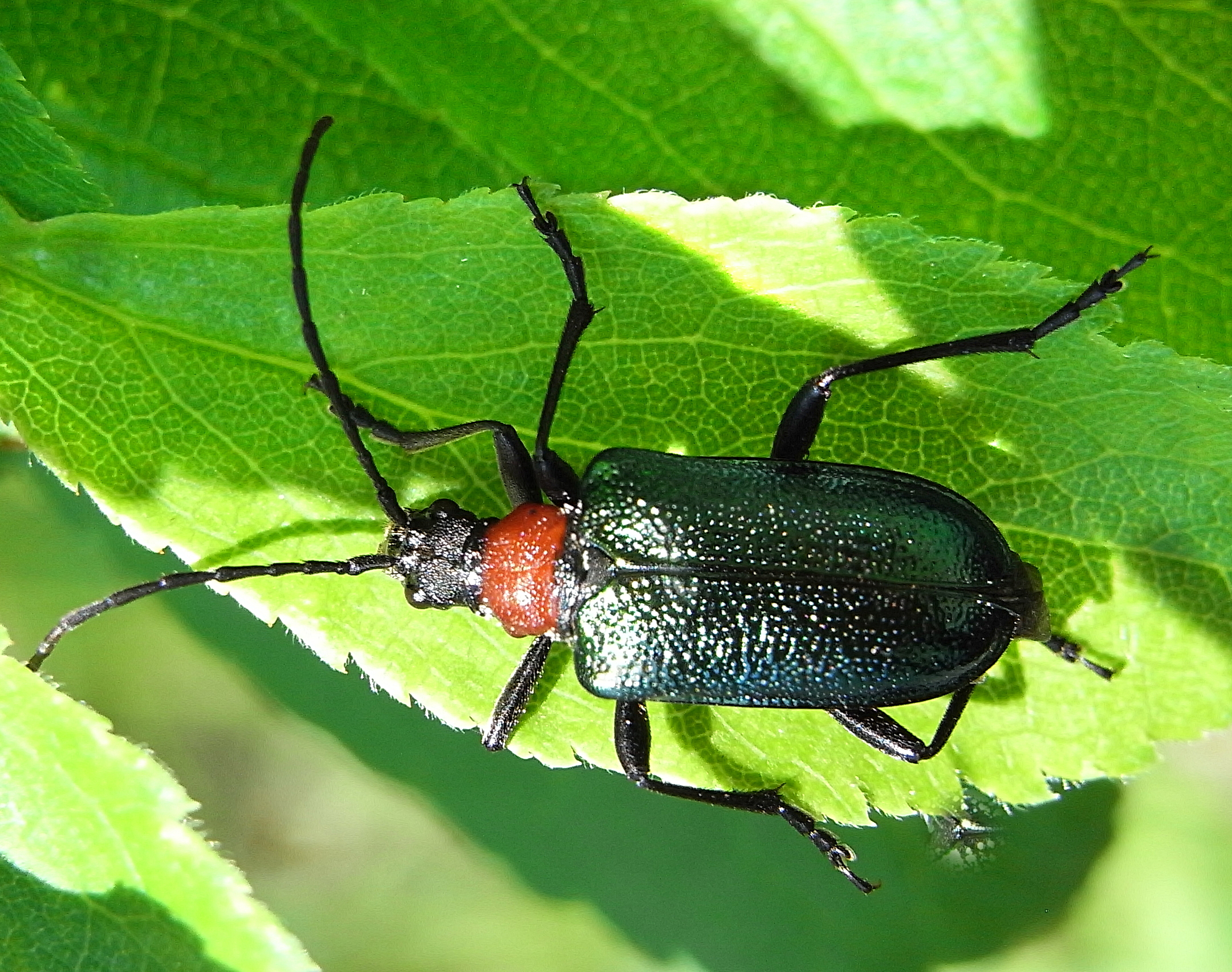